# Aage Lotinga
Aage Maurizio Lotinga (10. oktober 1884 i København – 11. oktober 1957) var en dansk politiadvokat, samfundsdebattør, forfatter og modstandsmand.
Han var søn af grosserer Morris Lotinga (død 1892) og hustru Vilhelmine Petra f. Cardosa (død 1928), blev student fra Birkerød Gymnasium i 1902, var på studieophold i England med rejser i USA, Canada og andre lande 1904-10, blev cand.jur. i 1922 og politifuldmægtig i Københavns Amts søndre Birk 1922-27, politiassessor (politiadvokat) 1927, kgl. udnævnelse 1928 og var konstitueret politimester i Hobro 1936-37. Lotinga var jøde, og under besættelsen måtte han flygte til Sverige, hvor han var administrationsofficer i Den Danske Brigades Arbejdskommando 1944-45.
Han var medlem af bestyrelsen for Foreningen af yngre jurister 1923-25, næstformand i foreningen af politifuldmægtige i Danmark 1924-28, medredaktør af Juristen 1923-27, medlem af Politikommissionen af 19. juni 1925, formand for Foreningen af statsansatte embedsmænd i Københavns politi 1931-34, formand for Politiadvokatforeningen 1946-47, medlem af redaktionen af La Giustizia Penale (Rom) 1931-41. Han var Ridder af Dannebrog.
Gift 13. august 1923 med Esther Else Melby (22. januar 1893 – ), datter af dommer Carl Melbye og hustru Elisabeth f. Hansen.